# Даніель Соза
Даніель Соза (англ. Daniel Sosah; 21 вересня 1998, Аккра) — ганський і нігерський футболіст, нападник клубу «Кривбас» і національної збірної Нігеру.

## Кар'єра

### Початок кар'єри
Вихованець футбольної академії «Нубл Аррікс». Потім пограв у молодіжних командах ізраїльських клубів «Маккабі» (Нетанія) та «Бейтар Нес Тубрук», але на дорослому рівні там і не дебютував.
Професійну кар'єру розпочав у нігерському клубі «АСФАН», за який за підсумком сезону відзначився 24 забитими голами та став бронзовим призером чемпіонату Нігеру.
У липні 2018 року перейшов до гвінейського клубу «Камсар», де провів два сезони, після чого 2021 року перейшов до тоголезького клубу «ВАП».

### «Іслоч»
У липні 2021 року перейшов до білоруського клубу «Іслоч». Дебютував за клуб 18 липня 2021 року в матчі проти «Славії-Мозир». Перші голи забив 28 серпня 2021 року в матчі проти БАТЕ, оформивши дубль з пенальті. У дебютному сезоні за клуб провів 14 матчів, у яких відзначився 5 забитими голами та віддав 2 результативні передачі.
Новий сезон почав з матчу 19 березня 2022 проти «Слуцька». Першим голом у сезоні відзначився 23 квітня 2022 року у матчі проти «Енергетика-БДУ», який він забив на 1 хвилині матчу. У матчі 27 травня 2022 року проти могилівського «Дніпра» записав на свій рахунок дубль, а також відзначився автоголом у свої ворота після подачі зі штрафного. У матчі 22 червня 2022 року в Кубку Білорусії проти «Крумкачів» записав на свій рахунок дубль. У матчі заключного туру Вищої Ліги 12 листопада 2022 проти жодинського «Торпедо-БелАЗа» відзначився ще одним дублем. За сезон у 31 матчі у всіх турнірах відзначився 12 забитими голами, а також відзначився 6 результативними передачами, через що став найкращим бомбардиром та гравцем по системі гол+пас у клубі. У грудні 2022 року футболіст почав готуватися до нового сезону з клубом, але у лютому 2023 року залишив білоруський клуб.

### «Кривбас»
У березні 2023 року з'явилася інформація, що футболіст продовжить кар'єру в українському «Кривбасі». Потім сам футболіст підтвердив свій перехід до українського клубу, сказавши, що офіційно все буде оформлено протягом тижня.

## Міжнародна кар'єра
Футболіст народився в Гані, звідки родом його мати, тоді як батько був громадянином Беніна. Пізніше Соза отримав громадянство Нігеру, до чиєї національної збірної в 2021 році отримав виклик.
Дебют за збірну відбувся 8 жовтня 2021 в матчах відбору на чемпіонат світу 2022 року проти збірної Алжиру, де футболіст відзначився забитим голом. Також взяв участь у матчі-відповіді зі збірною Алжиру. У відборі ще грав проти збірних Буркіна-Фасо та Джибуті, де проти останніх відзначився своїм другим забитим голом за збірну.